# Assepoester (Efteling)
Assepoester is een sprookjesattractie in het Nederlandse attractiepark de Efteling. De attractie opende in 2009. Assepoester bevindt zich in het Sprookjesbos langs De Zes Zwanen.

## Verhaal
Het sprookje Assepoester gaat over een jonge vrouw die woont bij haar stiefmoeder en -zussen en als werkslaaf wordt behandeld. Met hulp van vogels en een wonderlijke hazelaar op haar moeders graf komt ze toch aan een prachtige japon en muiltjes, waarmee ze op het bal mag dansen met de prins. De prins wordt verliefd op haar en weet haar ondanks een gehaaste vlucht om twaalf uur, te vinden met een precies passend verloren muiltje.

## Trivia
- Het sprookje was al sinds 1963 aanwezig in de Efteling. Het gouden muiltje was een van de attributen in het Sprookjesmuseum.
- Het sprookjesboek, dat een korte samenvatting van het sprookje geeft, werd in 2009 geplaatst aan de ingang van het landhuis. Het boek werd in 2013 vernieuwd.
- In het Efteling Hotel werd in 2008 een Assepoestersuite geopend. Een jaar voor de opening van het sprookje in het sprookjesbos.

Lijst van attracties in de Efteling · Lijst van sprookjes in de Efteling · Afbeeldingen